# Нича (Белуно)
Нича (итал. Niccia) је насеље у Италији у округу Белуно, региону Венето.
Према процени из 2011. у насељу је живело 90 становника. Насеље се налази на надморској висини од 454 м.